# Panamerikanische Spiele 1967/Boxen
Die 4. Boxwettkämpfe der Herren bei den Panamerikanischen Spielen wurden vom 24. Juli bis zum 6. August 1967 in der kanadischen Stadt Winnipeg ausgetragen. Bis aufs Schwergewicht wurden erstmals zwei Bronzemedaillen je Gewichtsklasse an die unterlegenen Halbfinalisten vergeben. Insgesamt wurden 39 Medaillen in 10 Gewichtsklassen vergeben.

## Medaillengewinner
| Klasse                          | Gold                          | Silber                       | Bronze                                              |
| ------------------------------- | ----------------------------- | ---------------------------- | --------------------------------------------------- |
| Fliegengewicht (bis 51 kg)      | Francisco Rodríguez Venezuela | Ricardo Delgado Mexiko       | Walter Henry Kanada Harlan Marbley USA              |
| Bantamgewicht (bis 54 kg)       | Juvencio Martinez Mexiko      | Fermin Espinoza Kuba         | Guillermo Velázquez Chile Armando Mendoza Venezuela |
| Federgewicht (bis 57 kg)        | Miguel Garcia Argentinien     | Francisco Oduardo Kuba       | Freiton Caban Puerto Rico Al Robinson USA           |
| Leichtgewicht (bis 60 kg)       | Enrique Regüeiferos Kuba      | Luis Minami Peru             | Ronnie Harris USA Juan Rivero Uruguay               |
| Halbweltergewicht (bis 63,5 kg) | James Wallington USA          | Hugo Sclarandi Argentinien   | Alfredo Morales Mexiko Guillermo Salcedo Venezuela  |
| Weltergewicht (bis 67 kg)       | Andrés Molina Kuba            | Mario Guilloti Argentinien   | Alfonso Ramirez Mexiko Jesse Valdez USA             |
| Halbmittelgewicht (bis 71 kg)   | Rolando Garbey Kuba           | Víctor Galíndez Argentinien  | Agustín Zaragoza Mexiko Donato Paduano Kanada       |
| Mittelgewicht (bis 75 kg)       | Jorge Ahumada Argentinien     | Luis Fabre Brasilien         | Joaquin Delis Kuba Carlos Franco Uruguay            |
| Halbschwergewicht (bis 81 kg)   | Arthur Redden USA             | Juan Jose Torres Argentinien | Manuel Castano Mexiko Marijan Kholar Kanada         |
| Schwergewicht (über 81 kg)      | Forrest Ward USA              | José Cabrera Kuba            | Ricardo Aquad Argentinien                           |

## Medaillenspiegel
| Rang | Land               | Gold | Silber | Bronze | Gesamt |
| ---- | ------------------ | ---- | ------ | ------ | ------ |
| 01   | Kuba               | 3    | 3      | 1      | 7      |
| 02   | Vereinigte Staaten | 3    | –      | 4      | 7      |
| 03   | Argentinien        | 2    | 4      | 1      | 7      |
| 04   | Mexiko             | 1    | 1      | 4      | 6      |
| 05   | Venezuela          | 1    | –      | 2      | 3      |
| 06   | Brasilien          | –    | 1      | –      | 1      |
| 06   | Peru               | –    | 1      | –      | 1      |
| 08   | Kanada             | –    | –      | 3      | 3      |
| 09   | Uruguay            | –    | –      | 2      | 2      |
| 010  | Chile              | –    | –      | 1      | 1      |
|      | Total              | 10   | 10     | 18     | 38     |